# سبيس واتش

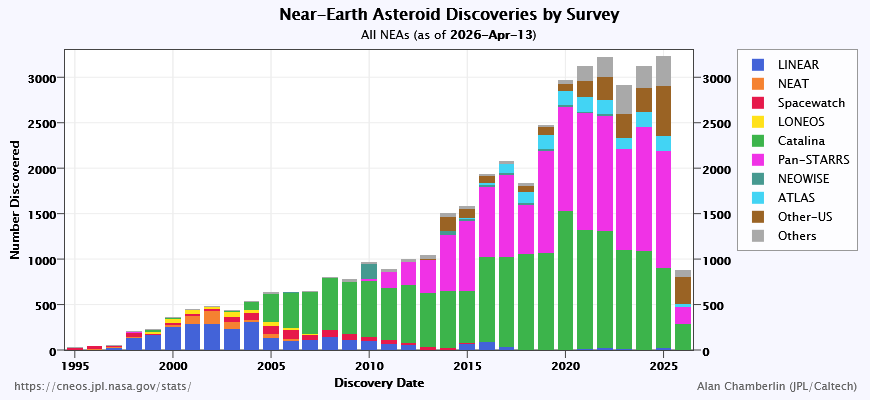
تظهر الصورة مقارنة بأعداد الأجرام القريبة من الأرض التي تم اكتشافها من مختلف المشاريع ويظهر مشروع سبايس واتش باللون الأحمر.

مشاهد السماء، أو سبايس واتش، أو (Spacewatch) , هو مشروع تابع لجامعة أريزونا بقيادة روبرت مكميلان، والمسخر لدراسة الأجرام الصغيرة داخل النظام الشمسي , كالكويكبات والمذنبات , تم أنشاؤه في عام 1980 من قبل توم جيهرلز ومكميلان.

## من أمثلة ما اكتشفه المشروع
- كاليرهوي
- 5145 فولوس[3]
- 9965 GNU[4][5]
- قائمة الكواكب الصغيرة: 9001–10000[6]
- قائمة الكواكب الصغيرة: 9001–10000[7]
- قائمة الكواكب الصغيرة: 9001–10000[8]
- 20000 فارونا[9]
- 60558 Echeclus[10]
- 1998 KY26[11]
- (35396) 1997 XF11[12]
- (48639) 1995 TL8[13]
- (136617) 1994 CC[14]
- C/1992 J1[15]
- 125P/Spacewatch[16]
- 174567 فاردا[17]
- 2013 BS45[18]